# Língua árabe cipriota maronita
Árabe Cipriota, também chamado Árabe Maronita Cipriota, é uma língua ameaçada de extinção que uma das variantes da língua árabe falada pelos maronitas do Chipre. A grande maioria dos falantes vivia em Kormakitis, mas depois da Invasão turca do Chipre em 1974, a maioria desses maronitas se deslocou para o sul fazendo com que a língua experimentasse um declínio. Tradicionalmente bilingues em língua cipriota grega, conforme censo de 2000, a maioria dos remanescentes falantes da língua eram maiores de 30 anos. Em 2001 outro censo reportou que dentre os 3.656 Cipriotas Maronitas do Chipre (sul do país) nenhum tinha o Árabe Cipriota como primeira língua.

## Amostra de texto
Γαττ τε σ̲ιμπς (Αντώνη Π Σκούλλο)
Πιτι τε ιδλεμ, σ̲α πιγαπ̲π̲εσ̲,  αιν μα ιντ, αττιρζ̲αγα πιτφαττεσ̲
γιντακ, λ-εχλακ ου λ-ουλατακ φι λι-σχουνε τε λι-μπρατακ.
Ε ζ̲αβα ου πιττισταντρακ γιαουν τβαχχαρ καν λιχα χαρκακ,
σ̲α πιτoγoττ σ̲-σ̲ιμπς ου μα παντ σ-σαλα λα τταβεν να χαρις, πριν σ̲ι βεσ̲εχ τε ζ̲ι φι παλα.

Transliterado
Catt te şimps (Antoni P Skullo)
Piti te iδlem, şa picabbeş,  ayn ma int, attirjaca pitfatteş cintak, l-exlak u l-ulatak fi li-sxune te li-mpratak.
E java u pittistantrak  yyawn tvaxxar kan lixa xarkak, şa pitocott ş-şimps u ma pant s-sala la ttaven na xaris, prin şi veşex te ji fi pala.

Inglês
Sunset (Antoni P Skullo)
It started getting dark, equal and night falls
wherever you are, to come back looking for
your home, your parents, your children,
the warmth of your wife.
They are home and wait,
all day was your concern,
sunset and did not perform in the evening
do not delay rejoice before something bad comes

Português
Começou a escurecer enquanto a noite caía; onde quer ele que esteja, para casa volta a procurar seu lar, seus pais, seus filhos, o calor da esposa.
Todos estão em casa esperando, todo o dia estiveram preocupados,
o sol se pôs, a noite ainda não é total, não demoram a se le
Eles estão em casa, ainda não é noite
não demoram a se alegrar antes que algo ruim venha a ocorrer.